# Larry Fukuhara
Larry Fukuhara es un deportista estadounidense que compitió en judo. Ganó una medalla de bronce en los Juegos Panamericanos de 1967 y una medalla de oro en el Campeonato Panamericano de Judo de 1970.

## Palmarés internacional
| Juegos Panamericanos    | Juegos Panamericanos | Juegos Panamericanos | Juegos Panamericanos |
| Año                     | Lugar                | Medalla              | Categoría            |
| ----------------------- | -------------------- | -------------------- | -------------------- |
| 1967                    | Winnipeg (Canadá)    | Medalla de bronce    | –63 kg               |
| Campeonato Panamericano |                      |                      |                      |
| Año                     | Lugar                | Medalla              | Categoría            |
| 1970                    | Londrina (Brasil)    | Medalla de oro       | –63 kg               |